# Sungai Duren (Lembak)
Sungai Duren is een bestuurslaag in het regentschap Muara Enim van de provincie Zuid-Sumatra, Indonesië. Sungai Duren telt 775 inwoners (volkstelling 2010).